# 花 (jealkbの曲)
「花」（はな）は、日本のヴィジュアル系ロックバンド、jealkbのメジャー2ndシングル。2008年6月11日発売。発売元はjkb records/R and C Ltd.。

## 概要
jealkbのメジャーデビュー後の連続リリースのうちのシングル作品。

## 収録曲
全曲、作詞:haderu 作曲:elsa
1. 花
2. 隷従
3. 妄想アメリ